# Siedlung Carl Funke

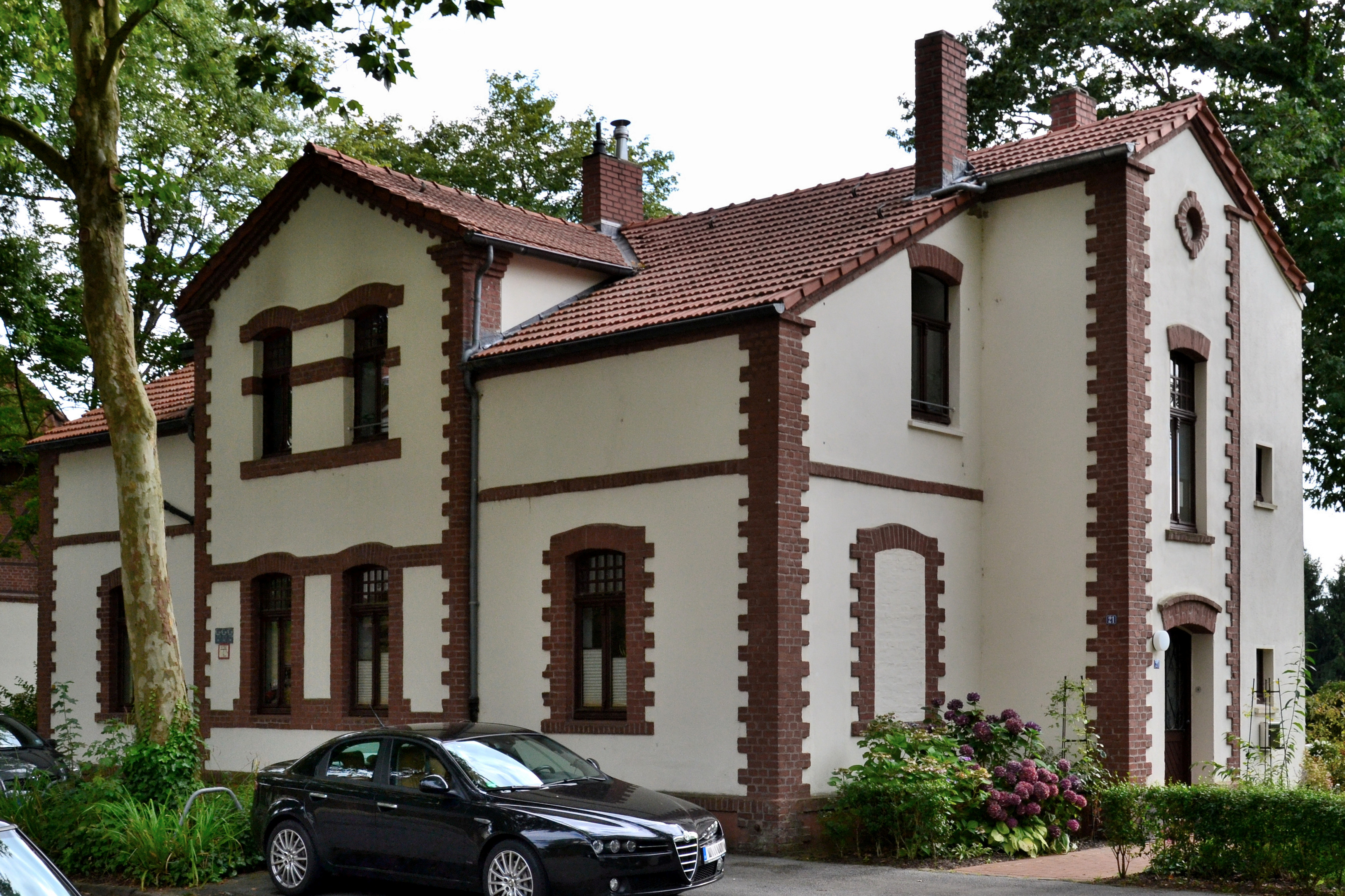
Zechenwohnhaus der westlichen Straßenseite

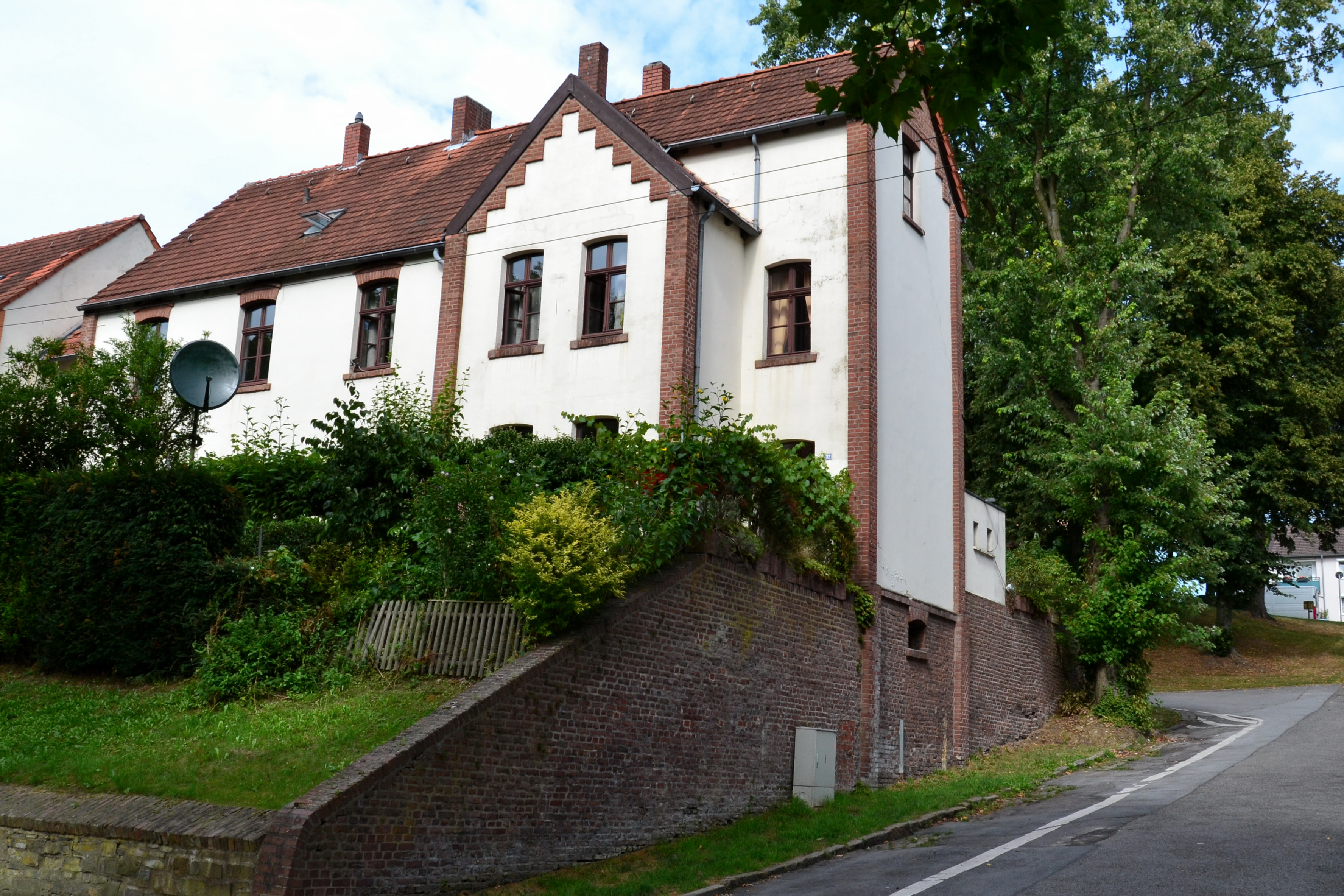
Mehrfamilienhaus der östlichen Straßenseite

Die Siedlung Carl Funke ist eine Zechenkolonie im Essener Stadtteil Heisingen, von der eine Vielzahl an Häusern unter Denkmalschutz steht.

## Geschichte
Die Zechenkolonie, benannt nach dem Unternehmer Carl Funke, wurde zwischen 1900 und 1901 von der aus der Gewerkschaft Heisinger Tiefbau hervorgegangenen Rheinischen Anthrazit-Kohlenwerke AG für die Bergleute der nahe gelegenen Zeche Carl Funke errichtet. Grund war der in Heisingen knappe Wohnraum, da die Bevölkerung durch Einwanderung von meist aus Osten stammenden Arbeitskräften für den an mehreren Orten aufstrebenden Steinkohlenbergbau stark anstieg. Die Einwanderer stammten meist aus ländlichen Gegenden und so sollte die Anlage der Kolonie ein neues Heimatgefühl vermitteln und die Arbeiter an die Firma binden.
In den 1980er Jahren stand die Siedlung kurz vor dem Abriss, wurde aber 1987 unter Denkmalschutz gestellt und konnte so erhalten bleiben.
Die Siedlung Carl Funke hebt sich von anderen Essener Zechensiedlungen dahingehend ab, als dass sie parkähnlich in romantischhistorisierender Architektur eine besondere Bedeutung für die Geschichte des Städtebaus aufweist.

## Charakter
Die Siedlung Carl Funke besteht aus zwanzig Wohnhäusern für insgesamt 92 Familien, die beidseitig der alleeartigen Straße, die direkt zur Zeche führt, und am Fuße des Höhenzuges am nördlichen Ruhrufer in Heisingen stehen. Die zwei eineinhalbgeschossigen Haustypen der westlichen Häuserzeile und zwei Häuser des Typs der östlichen Straßenseite stehen  unter Denkmalschutz.
Der eine westliche Haustyp, je für vier Familien vorgesehen, wurde villenähnlich in zeitgenössischer Bauweise errichtet und orientiert sich am Heimatstil. Er weist eine Fachwerkkonstruktion im Drempel- und Giebelbereich auf. Der andere Haustyp der westlichen Straßenseite, ebenfalls für vier Familien vorgesehen, besitzt eine Fassade aus von Ziegeln gerahmten, verputzten Flächen. Das Treppenhaus ist seitlich vorgesetzt. Zu beiden Haustypen wurden Gärten und kleinere Stallungen angelegt.
An der gegenüberliegenden, östlichen Straßenseite wurden in den steilen Hang größere zweigeschossige Mehrfamilienhäuser gebaut, ebenfalls mit Gärten und Stallungen, jedoch architektonisch weniger anspruchsvoll.
Die Siedlung Carl Funke ist Teil der Route der Industriekultur und liegt heute nahe dem Ruhrtalradweg am hier seit 1933 aufgestauten Baldeneysee.